# .wf
Pour les articles homonymes, voir WF.
.wf est le domaine de premier niveau national (country code top level domain : ccTLD) réservé à Wallis-et-Futuna (France).
Le 3 juillet 2012, l'Association française pour le nommage Internet en coopération (Afnic) ouvre la possibilité au grand public d'enregistrer des noms de domaine accentués (IDN).

## Statistiques d'usage
En janvier 2025, environ 5 400 domaines utilisent l'extension .wf.